# Jan Bühlmann
Pour les articles homonymes, voir Bühlmann.
Jan Bühlmann, né le 11 août 1987 à Buchrain, est un musicien suisse.

## Biographie
Bühlmann vient de Kanton Luzern, a été élu Mister Suisse le 8 mai 2010 à l'Arena Genève à Genève, Die Wahl wurde von den Sendern SF 1, TSR 1 und RSI 1 live übertragen. 850'000 Zuschauer verfolgten die Wahl.
Rétrospectivement, Bühlmann a qualifié son année de «la plus belle Suisse» de «juste une escale». Après cette année, il a fait une pause et est revenu à son intérêt pour la musique. Son premier album «Great Escape» est sorti le 21 juin 2013.